# Eric Cantona
Éric Daniel Pierre Cantona (n. 24 mai 1966 în Paris, crescut în Marseille) este un fotbalist francez, retras din activitate. Și-a încheiat cariera de profesionist la Manchester United, unde a câștigat patru titluri de campion în cinci ani, inclusiv două duble. Cantona este considerat unul dintre artizanii renașterii lui United ca putere la nivel mondial, și este un simbol al clubului. În 2001 a fost votat jucătorul secolului pentru Manchester United, și fanii lui United îl numesc și astăzi „Eric the King” (Regele Eric).

## Cariera

### Franța
Primul club al lui Cantona a fost Auxerre, unde a jucat doi ani la echipa de tineret, înainte să debuteze în 1983.
În anul 1984 Cantona a trebuit să-și satisfacă serviciul militar. După aceea a fost împrumutat la Martigues, în a doua divizie franceză. Întors la Auxerre și semnând un contract de profesionist în 1986, evoluțiile sale din prima divizie i-au adus prima convocare la echipa națională.
A făcut parte din echipa Franței sub-21 care a câștigat Campionatul European, și la scurt timp după acel succes, s-a transferat la Marseille, clubul favorit al copilăriei sale, pentru o sumă record pe atunci în campionatul francez. Cantona dăduse semne că ar fi „iute la mânie” până atunci, și în ianuarie 1989, într-un amical cu FC Torpedo Moscova, și-a rupt și aruncat tricoul după ce a fost înlocuit. Clubul a răspuns prin suspendarea lui pe o lună. Cu doar câteva luni înainte, fusese suspendat din meciurile internaționale, după ce l-a insultat pe antrenorul selecționatei la televizor.
După ce a încercat să se adapteze la Marseille, Cantona a fost împrumutat la Bordeaux pentru șase luni, și apoi la Montpellier pentru un an. La Montpellier, a fost implicat într-o bătaie cu coechipierul Jean-Claude Lemoult, și i-a aruncat ghetele în față. Șase jucători au cerut atunci expulzarea lui Cantona din lot. Cu toate acestea, fiind sprijinit de coechipieri precum Laurent Blanc sau Carlos Valderrama, Cantona a rămas la club, ajutându-l să câștige Cupa Franței. Forma sa bună i-a convins pe cei de la Marseille să-l aducă înapoi.
Întors la Marseille, Cantona a jucat inițial bine sub comanda noului antrenor Franz Beckenbauer. Cu toate acestea, președintele lui Marseille, Bernard Tapie, nu a fost satisfăcut de rezultatele echipei, și l-a înlocuit pe Beckenbauer cu Raymond Goethals, antrenor cu care Cantona nu s-a înțeles bine deloc. Cantona intra în dispute și cu Tapie, astfel că, deși a ajutat echipa să câștige titlul de campioană, a fost transferat la Nîmes în sezonul următor.
În decembrie 1991, într-un meci al lui Nîmes, a aruncat cu mingea în arbitru, deoarece nu era de acord cu una din deciziile lui. A fost chemat la comisia de disciplină a Federației Franceze de Fotbal, și suspendat o lună. Cantona a răspuns prin apropierea de fiecare membru al comitetului, și atribuirea epitetului de „idiot”. Suspendarea a ajuns la două luni. Pentru Cantona a fost picătura care a umplut paharul, și a anunțat că se va retrage din fotbal în decembrie 1991.
Antrenorul de atunci al echipei naționale a Franței, Michel Platini, era un fan al lui Cantona, și l-a convins să se întoarcă în fotbal. La sfatul lui Gérard Houllier, a decis să se transfere în Anglia.

### Anglia

#### Leeds United
După ce inițial venise în Anglia pentru un trial al lui Sheffield Wednesday, în februarie 1992 Cantona a semnat cu Leeds United A.F.C., făcând parte din ultima echipă care a câștigat prima ligă engleză în vechiul ei format (sezonul 1991/1992). A fost jucătorul decisiv și în FA Community Shield cu Liverpool, meci câștigat de Leeds cu 4-3, cu 3 goluri marcate de Cantona.
A plecat însă de la Leeds înainte de terminarea sezonului 1992/1993, în care echipa a terminat pe locul 17 din 22, în nou formata Premier League. Cantona s-a transferat în noiembrie 1992 la Manchester United, pentru suma relativ mică de 1,2 milioane de lire sterline.

#### Manchester United
Cantona a debutat la United într-o deplasare la Benfica, într-un amical care celebra aniversarea de 50 de ani a lui Eusébio. A debutat într-un meci oficial împotriva rivalilor de la Manchester City, pe Old Trafford, intrând ca rezervă în repriza a doua. Era 6 decembrie 1992.
United dezamăgise în acel sezon înainte de transferul lui Cantona. Avea probleme cu marcarea golurilor : Brian McClair nu era în formă, iar achiziția din vară Dion Dublin avea piciorul rupt. Cantona s-a integrat repede în echipă, nu doar marcând multe goluri, ci și creând multe situații de gol. În cei doi ani care au urmat, United a avut performanțe remarcabile, câștigând prima ediție a Premier League în 1993. Cantona a devenit astfel primul jucătorcare a câștigat două titluri consecutive cu echipe diferite. 
United a câștigat din nou titlul în sezonul 1993/1994, și două penaltiuri ale lui Cantona au contribuit la victoria cu 4-0 în fața lui Chelsea în finala Cupei FA. Cantona a fost votat Jucătorul Anului de către Asociația Fotbaliștilor Profesioniști în 1994.
Reputația lui Cantona a fost afectată de un incident din 25 ianuarie 1995. Într-un meci în deplasare la Crystal Palace, după ce fusese eliminat pentru o lovitură aplicată fundașului advers Richard Shaw (după ce Shaw îl trăsese de tricou și scăpase nepedepsit), l-a lovit în stil „kung-fu” pe un fan al lui Crystal Palace, Matthew Simmons.

Simmons avea să fie judecat pentru limbaj și comportament amenințător, și a atacat consiliul procurorilor după ce a fost găsit vinovat, sărind peste o bancă și aplicând o lovitură similară cu cea a lui Cantona. A fost condamnat la șapte zile în închisoare, dar a executat o singură zi din sentință. La o conferință de presă organizată mai târziu, Cantona a dat poate cea mai faimoasă declarație a sa. Pe măsură ce jurnaliștii s-au strâns ca să îl asculte, Cantona a intrat în cameră, s-a așezat și a spus, cu ton lent și căutat : 

„Când pescărușii îl urmăresc pe năvodar, este pentru că își închipuie că vor fi aruncate sardine în mare.”

 Apoi s-a ridicat și a plecat, lăsându-i pe mulți năuciți. A fost condamnat la 120 de ore de muncă în folosul comunității, după ce o curte de apel a anulat condamnarea la două săptămâni de închisoare pentru asalt. A fost suspendat de Asociația Engleză de Fotbal până în octombrie. Manchester United avea să piardă titlul de campioană, în favoarea lui Blackburn.
S-a speculat mult atunci că Éric Cantona va părăsi fotbalul englez după terminarea suspendării, dar Alex Ferguson l-a convins să rămână la Manchester, și Cantona se va dovedi din nou decisiv. United vânduse mai mulți jucători-cheie, și îi înlocuise cu fobtaliști de la echipa sa de tineret. Meciul de întoarcere a lui Cantona, împotriva lui Liverpool pe 1 octombrie 1995, a stârnit multă vâlvă. În acel meci, Cantona a dat o pasă de gol pentru Nicky Butt după două minute de joc, și apoi a marcat dintr-un penalti obținut de Ryan Giggs (singurul jucător despre care Cantona a spus că se poate înțelege cu el ca prin telepatie). Cele opt luni departe de gazon și-au spus cuvântul, și Cantona s-a străduit să-și recapete forma până la Crăciun.
Lucrurile s-au schimbat după aceea, și golurile lui Eric au contribuit la succesul lui United în ligă, după ce fusese la 12 puncte de Newcastle în ianuarie 1996. A existat o serie de victorii cu 1-0 pentru United, cu goluri marcate de Cantona, dar decisivă a fost victoria cu 3-0 în deplasare la Middlesbrough. A fost tot 1-0, și tot un gol marcat de Cantona, în finala de Cupă FA cu Liverpool, francezul devenind atunci primul jucător străin care a ridicat Cupa FA din postura de căpitan. Golul a venit atunci cu 5 minute înainte de final, și este poate cel mai faimos din întreaga lui carieră. Un corner de pe partea stângă i-a pus probleme portarului lui Liverpool, David James, care a încercat să respingă mingea în afara careului, dar ea a ajuns la limita careului, pe centru. Cantona, care se retrăsese când a fost executat cornerul, a reușit un voleu extrem de atletic cu piciorul drept, trimițând mingea printr-o pădure de jucători, în plasă. A fost golul victoriei. Se revanșase față de fani pentru scandalul și forma slabă din anul precedent. Cantona a declarat într-un interviu de după meci : „Știți că așa e viața. Suișuri și coborâșuri”. Manchester United a devenit atunci prima echipă din Anglia care a reușit de două ori „dubla”.